# Крупіца Олександр Павлович
Олександр Павлович КРУПІЦА (14.01.1951-11.09.2019 рр.) - відомий спортивний журналіст та діяч України. Автор багатьох статей про спорт Херсонщини, календарів-довідників та книг про футбол Херсонщини, оглядач спортивних змагань та футбольних матчів команд Херсонської області в обласних і всеукраїнських ЗМІ, спортивний коментатор (футбол, футзал, гандбол, хокей). 

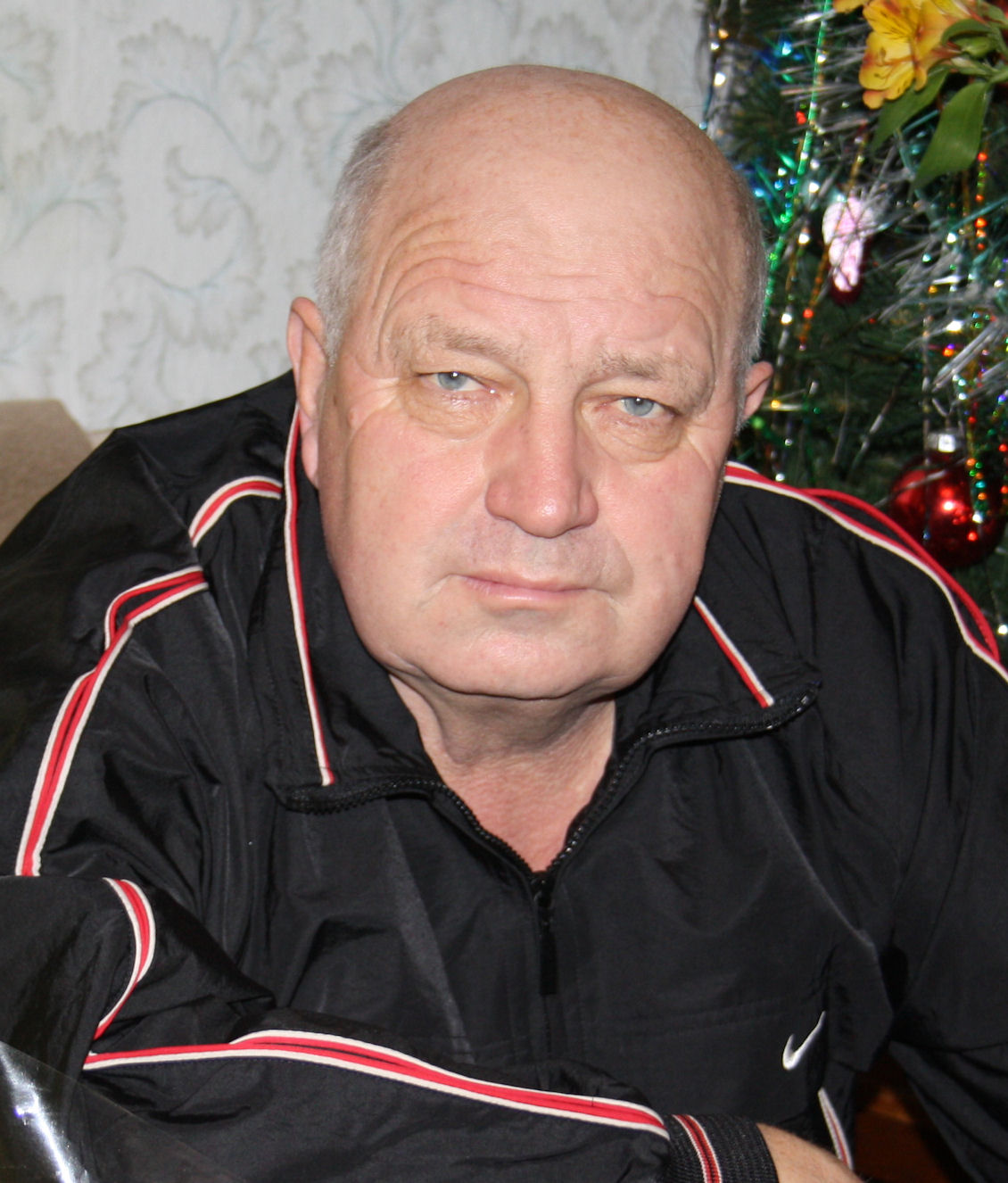
Олександр Крупіца

## ЖИТТЄПИС
```
Народився 14 січня 1951 р.  у с. Мокра Діброва, Логішенський р-н., Білорусь. 
Помер 11 вересня 2019 року у м. Херсон, Україна. 
```

З 1957 року по 1972 жив в м.Херсон, сел. Куйбишево (сучасна назва Зимівник). 

З 1972 по 2019 рік проживав в м. Херсон, сел. Наддніпрянське.
- 1972 році закінчив факультет громадських професій ХСГІ.
- 1977 році закінчив агрономічний факультет Херсонського сільськогосподарського інституту, вчений агроном.
- 1968 по 1986 працював в Український  науково-дослідний інститут Зрошуваного Землеробства.

### ДІЯЛЬНІСТЬ У СПОРТИВНОМУ ЖИТТІ
- 1986 по 2019 професійна спортивна журналістська діяльність, старший редактор спортивних телепередач обласного телебачення, газети, веб-сайти.

Перші його нотатки про спорт з’явилися ще у 1975 році на шпальтах  газети «Наддніпрянська правда». 
З 1986 року почалася професійна діяльність у спортивній журналістиці Херсонщини та України. Працював у молодіжній газеті «Ленінський прапор» заввідділу спорту та обороно-масової роботи. З 1994 року по 2011 рік був старшим редактором спортивних телепередач Херсонської обласної телерадіокомпанії «Скіфія». Телепередачі які він вів на телебаченні: «Спортивна панорама Херсонщини»,  «Це – футбол»,  «Спорт і особистість», телевізійні  репортажі о футбольних та гандбольних матчах і про інші спортивні заходи та і просто про  спортивні новини. Співпрацював з багатьма газетами на спортивні теми, як республіканськими «Спортивна газета», «Український футбол» так і з обласними «Наддніпрянська правда», «Гривна», «Вгору», «Херсонський вісник», «Ефір» та іншими. Є автором багатьох статей про спортивне життя Херсонщини, книг про футбол на теренах Херсонщини та календарів-довідників присвячених футбольним подіям.

## ДОСЯГНЕННЯ
Неодноразово нагороджувався Почесними грамотами Всеукраїнських спортивних товариств «Колос», «Динамо», «Спартак», а також обласних ФСТ та обласною і міською адміністрацією. 
- Переможець конкурсу «Україна Олімпійська» НОК України в номінації «За самовідданість Олімпійському руху» (за підсумками 2013 р.). https://noc-ukr.org/news/8251/
- Переможець конкурсу «Україна Олімпійська» НОК України в номінації «За висвітлення ролі жінок в спорті» (за підсумками 2014 р.)  https://noc-ukr.org/news/10034/#9

- Визнаний Національним Олімпійським Комітетом (НОК) України «Кращим спортивним журналістом України» як переможець конкурсу «Україна Олімпійська» (за підсумками 2015 р.). https://noc-ukr.org/news/11937/#11
- Переможець Першого Всеукраїнського конкурсу «Освіта-спорт-2015» у номінації «Найкращий фотожурналіст року», яку проводив Комітет фізичного виховання та спорту Міністерства освіти і науки України.
- Першим нагороджений ПФЛ України «Премією Сергія Панасюка» (2016 р.) за багаторічне служіння футболу серед журналістів, які висвітлюють турніри та діяльність ПФЛ України. https://pfl.ua/news/726 
https://most.ks.ua/news/url/hersonskij_sportivnij_zhurnalist_oleksandr_krupitsa_otrimav_premiju_imeni_sergija_panasjuka/

## КНИГИ
- Футбол. Гра мільйонів на Херсонщині / Крупіца О.П. – Херсон: Грінь Д.С., 2011.- 36с., іл.
- Сверкающие грани «Кристалла» / Крупица А.П.. – Херсон. Наклад 210 примірників. Видання та друк: ФОП Грінь Д.С, 2016.- 32с., іл.

## КАЛЕНДАРІ-ДОВІДНИКИ
33 календарі-довідники про футбол Херсонщини з 1986 по 2019 роки

## ХОББІ
- 1965 року у віці 14 років почав грати в духовому оркестрі зі студентами Херсонського сільськогосподарського інституту де грав аж до кінця 80-х.
- з 1985-1995-х рр.  керівник-диригент шкільного духового оркестру в сш. №42 м. Херсон, сел. Наддніпрянське.
- у 2000-х для душі вів телепередачу «Садиба» про вирощування різних сільськогосподарських культур на присадибних ділянках на обласному телебаченні.